# ممدوح قطب
محمد ممدوح حلمي قطب وشهرته ممدوح قطب (26 يناير 1955 بالسيدة زينب، القاهرة -) رئيس قطاع المساعدات الإنسانية والطوارئ والإغاثة بمؤسسة مصر الخير. عمل كمدير عام بالمخابرات العامة المصرية سابقًا وبما يعادل رتبة اللواء. ترشح عن حزب الحضارة لانتخابات الرئاسة المصرية 2012.

## النشأة والتعليم
ولد لأب مدير لبنك التنمية الصناعية وأم ربة منزل وكان أصغر إخوانه الثلاثة، وقد تعلم في «مدرسة الحرية الابتدائية» ثم «إمبابة الإعدادية» ثم «إمبابة الثانوية»، ليلتحق عام 1972 بالكلية الحربية من أجل الثأر لنكسة 67 فحصل على بكالوريوس العلوم العسكرية عام 1975 بترتيب أول دفعة الاستطلاع، كما حصل على العديد من الدورات التدريبية السياسية والإدارية والعسكرية سواء بالقوات المسلحة أو المخابرات العامة حتى عام 2007.

## الحالة الاجتماعية
متزوج ولديه ابنة متزوجة تحضر الدكتوراه في أمريكا وأبن حاصل على دبلوم في القانون من فرنسا يعمل بمكتب تحكيم دولي وابنة في المرحلة الثانوية (فرنسي) وحفيدتان.

## الخبرات العملية
- ضابط استطلاع خلف خطوط العدو (1975 - 1982)، ولكفاءته تم ترشيحه للمخابرات لعامة واجتياز ختباراتها بتفوق ليقضي ربع قرن في خدمة الوطن (1982 – 2007)
- ضم عمله مقاومة التجسس داخل مصر (1982 – 1988)، وشارك في اكتشاف 5 قضايا تجسس من دول غربية وآسيوية وأوربية.

ثم انتقل لخدمة الوطن في الخارج وخاصةً في أماكن الصراعات الساخنة ومنها الصومال خلال فترة الحرب مع إثيوبيا ونظام المحاكم الإسلامية، وجيبوتي والقرن الأفريقي، وصولاً إلى إسرائيل خلال مفاوضات السلام الإسرائيلية الفلسطينية، وقبلهافي العراق عقب سقوط " صدام حسين "وهذا بخلاف مهام أمنية ودبلوماسية حول العالم، وتعرض في هذه الفترة للاختطاف في حادثة شهيرة من قبل إحدى الحركات المسلحة، وتم إطلاق سراحه دون شروط أو مقابل.
- كان مسئولاً عن ملف حوض النيل وتأمين وصول حصة مصر المائية كاملة خلال الفترة (1999 – 2003)، كما شارك في وضع إستراتيجية التعامل مع التهديد الأمن القومي المائي.
- نجح بالتعاون مع وزارة الري في تأمين وصول حصة مصر بعد إزالة جزر نباتيه سدت مجرى النهر وهددت حصة مصر، وتمت العملية بالتعاون مع أجهزة مخابرات أفريقية وعربية.

## الحياة المدنية
- خلال الفترة (2005 – 2007) قدم مقترحات لرئيس المخابرات العامة لتعديل الأوضاع السياسية الداخلية والمواد الدستورية.
- عقب الثورة ساهم في تأسيس حزب الحضارة والذي يمثله الدكتور محمد عبد المنعم الصاوي والأستاذ حاتم عزام في البرلمان، وكان وكيلاً للمؤسسين.
- تمكن -من خلال عمله مع مؤسسة مصر الخير- من تقديم خدمات إنسانية وصحية وعلمية وتعليمية لحوالي 100 ألف أسرة مصرية منذ عام 2009 وحتى الآن، مع إقامة 6 مكاتب للمؤسسة في محافظات الصعيد خلال 6 أشهر، وساهم بشكل فعال في إغاثة متضرري السيول في أسوان وسيناء عام 2009 وإقامة 40 منزل خلال ثلاثة أشهر، هذا مع تقديم الرعاية للأسر الفقيرة في المناطق النائية بمحافظات الصعيد وفي حلايب وشلاتين ومطروح وسيوه وباقى أنحاء مصر.
- استقال من المؤسسة في 15 فبراير 2012 ليتفرغ للحمله الانتخابيه.

## ترشحه لرئاسة الجمهورية
- أعلن اللواء ممدوح قطب يوم 26 فبراير 2012 ترشحه لرئاسة الجمهورية عند فتح باب الترشيح[2] وبالفعل قام بسحب أوراق ترشيحه[3] يوم الثلاثاء 13 مارس 2012 وأعلنت اللجنة العليا للأنتخابات قبول أوراقه رسميا يوم السبت 7 أبريل 2012 عن حزب الحضارة[4]
- في يوم السبت 14 إبريل، قررت لجنة الانتخابات استبعاده بعدما تبينت من مجلسي الشعب والشورى استقالة جميع أعضاء الهيئة البرلمانية للحزب من الحزب، احتجاجاً على ترشيحه.[5]

وقد أعلن ممدوح قطب بعد خروجه دعمه للدكتور عبد المنعم أبو الفتوح رئيسا للجمهورية  مشيرا إلى أنه الأكثر مصداقية وقدرة على أن يتقى الله في مصر وشعبها لكونه منفتحا على الجميع والأقدر على تطبيق الشريعة الإسلامية بوسطية الإسلام بعيدا على الغلو والتطرف.

## الأوسمة والأنواط
- ميدالية 6 أكتوبر 1973.
- نوط الواجب العسكري أول تخصص استطلاع بالكلية الحربية عام 1975
- ميدالية الخدمة الطويلة والقدوة الحسنة عام 2005.
- وسام الجمهورية من الطبقة الثانية عام 2007 في نهايه عمله بالمخابرات العامه.

## وصلات خارجية
- محمد ممدوح قطب لـ «الشرق الأوسط»: قلت للخاطفين نحن نعمل من أجل خدمة العراق والعراقيين
- هل كان المخطوف المصري الثاني في العراق ضابط استخبارات برتبة كبيرة..؟ ومن هي الدولة التي تدخّلت لإطلاق سراحه؟